# 霍尔瓦特勒沃
霍尔瓦特勒沃，是匈牙利沃什州所辖的一个村，总面积6.16平方公里，总人口214，人口密度34.7人/平方公里（2010年1月1日）。